# 貞門派
貞門派（ていもんは）は、江戸時代前期の歌人・俳人で連歌も行った松永貞徳（1571年－1654年）によって提唱された俳諧の流派。

## 概要
貞門派は、山崎宗鑑・荒木田守武に代表される室町時代の俳諧を刷新し、新たな様式と俳諧観を確立した。貞門派は手法上、古典の素養を重んじたため、多くの貞門派の俳人が古典注釈書を著し、庶民への啓蒙や古典研究に寄与した。一方で、知識偏重・言語遊戯を専らとする作風は、マンネリズムを招き、貞徳没後は談林派に覇権を奪われる。しかし、貞門派は途絶えたわけではなく、京都を中心として、幕末に至るまで命脈を保った。

## 主な門人
貞門七俳仙 - 貞門派の主要俳人七名
- 鶏冠井令徳
- 北村季吟
- 高瀬梅盛
- 野々口立圃
- 松江重頼
- 安原貞室
- 山本西武

江戸五哲 - 江戸で活躍した貞門派五名
- 荒木加友
- 石田未得
- 斎藤徳元
- 高島玄札
- 半井卜養

その他
- 田捨女
- 望月長孝